# Heidi Range
Heidi India Partakis, född Heidi India Range 23 maj 1983 i Walton, Liverpool, är en brittisk musiker, sångerska och låtskrivare i Sugababes och tidigare medlem i Atomic Kitten. Hon började sjunga som liten och framförde "Hey Little Hen" på Neptune Theatre i Liverpool vid tre års ålder.
Efter att ha lämnat Atomic Kitten provsjöng hon för de två originalmedlemmarna Keisha Buchanan och Mutya Buena i Sugababes. Hon tog över för Siobhán Donaghy i trion hösten 2001.
Range var förlovad med TV-presentatören Dave Berry, men separerade 2011 efter åtta år tillsammans. Heidi gifte sig med Alex Partakis i Florens den 3 september 2016. Den 31 juli 2017 bekräftade Range på sin officiella Twitter-konto att paret väntade sitt första barn. Den 21 januari 2018 föddes parets dotter, Aurelia Honey Partakis.

## Diskografi
Studioalbum med Sugababes
- Angels With Dirty Faces (2002)
- Three (2003)
- Taller in More Ways (2005)
- Change (2007)
- Catfights and Spotlights (2008)
- Sweet 7 (2010)